# Distrito de Llapo
El distrito de Llapo, denominado "El Nido de Águilas" [cita requerida];  es uno de los once que conforman la provincia de Pallasca, en el departamento de Ancash, bajo la administración del Gobierno regional de Ancash. en el Perú.

## Historia
Llapo es un pueblo notable e histórico, cabe acotar y mencionar que en tiempos antiguos floreció en dicha zona la Cultura de los Llapas.
Llapo recibió el nombre español de Villa de San Marcos, pero evocando al Cacique Llapus, con el tiempo adoptó su actual denominación.
Llapo fue erigido al estatus de distrito el 2 de enero de 1857, mediante ley promulgada en el gobierno del Presidente Ramón Castilla. Esa misma fecha fueron declarados como distritos Cabana y Tauca en la jurisdicción la desaparecida provincia de Conchucos.

## Geografía
Llapo está a 3.428 metros sobre el nivel del mar. Su población según datos oficiales del Instituto Nacional de Estadística e Informática (INEI) es de 650 habitantes (350 hombres y 300 mujeres).

## Autoridades

### Municipales
- 2011 - 2014[2]
  - Alcalde: Ananías Camacho Alva, del Movimiento regional independiente Cuenta Conmigo (CC).
  - Regidores:  Elmer Benito Diestra Depaz (CC), Walker Elmer Reyes Nizama (CC), Dora Felícita Guevara Valderrama (CC), Flavio Alva Valderrama (CC), Belisario López Valderrama (Perú Posible).
- 2015-2018
  - Alcalde: Josselito Senen Luna Ruiz

## Actividades económicas
Las actividades principales de los pobladores llapinos (denominados pobladores de las alturas) son:
La agricultura, la ganadería, la minería, la orfebrería, la alfarería y el comercio en general, entre otros.

## Atractivos turísticos
Un hermoso templo de características virreinales, nos demuestra el notable pasado histórico y cultural de Llapo.
Los sótanos del convento de la Compañía de Jesús, por sus estructuracines y por algunas u otras causas, motivos, razones o circunstancias; parecen haber sido el escenario clave y principal de escenas o acciones inquisitoriales.

## Folclore
En cuanto a sus tradiciones folklóricas y costumbres ancestrales y milenarias, tienen características marcadamente similares y semejantes a la de sus vecinos los tauquinos.
Entre las festividades patronales de los llapinos, cabe mencionar y resaltar la Festividad en Honor a la Virgen de Copacabana, el 21 de noviembre; la patrona principal de los llapinos. En dicha festividad se hace la escenificación de la “Captura del Inca Atahualpa”. Como segundo patrón principal se celebra también la Festividad en Honor al Patrón San Marcos el Evangelista el 25 de abril.

### LaVirgen de Copacabanaen Llapo
Los llapinos tienen dos imágenes de la Virgen de Copacabana, una imagen grande y una imagen pequeña. Según el propio testimonio de la población llapina y según los antiguos archivos eclesiásticos e históricos, la imagen chiquita de la Virgen de Copacabana fue llevada y obsequiada por Santo Toribio de Mogrovejo, arzobispo de Lima y Primado del Perú, en su visita por aquellas comarcas. A ella sólo la sacan en procesión desde la antigua iglesia matriz el 21 de noviembre y su anda la cargan cuatro niñitas ataviadas con vestiduras blancas. A la virgen chiquita de Copacabana la pasean a la calle grande (es decir por todo el pueblo). Al final de la procesión el devoto principal invita a todas las personas asistentes los potajes tradicionales y costumbristas de LLapo.
La Festividad en Honor a la Virgen de Copacabana, se celebra con la tradicional entrada de vaca, con la repartición de las partes de la res, con las danzas y bailes típicos, con la solemne procesión, con la quema de vistosas ruedas pirotécnicas, castillos y fuegos artificiales y el denominado “cushull”, el cual consiste en despertar a los dormilones que no han asistido a la casa o morada del Devoto o Mayordomo.
Esta festividad patronal está liderada y encabezada por tres devotos. Un devoto se encarga de bajar a la virgen del Altar Mayor, otro devoto se encarga de llevar a la virgen por las calles en su fecha central y el tercer devoto de realizar la tradicional carrera de cintas, en la cual se nombra y elige a los devotos que tomarán la posta el próximo año y así sucesivamente.
Las mujeres llapinas se encargan de vestir y adornar a la imagen grande de la Virgen de Copacabana, le ponen aretes, joyas y un manto y capa nueva. Su breve recorrido procesional es el 20 de noviembre. Esa noche es la víspera. Los llapinos cansados y extenuados vuelven a sus camas y unos cuantos, haciendo oídos sordos a la invitación del devoto, y se quedan dormidos. Éste es pues el momento preciso para que los comisionados realicen el “cushull”, e irrumpan irreverentes en las casas o residencias de los dormilones, los saquen atados.
Sólo queda esperar el turno y recordar que un día antes los colaboradores del devoto han devuelto las partes de la res. En un triángulo de carrizo denominado "tablado" colocaron frutas, licores, verduras, panes y hasta dinero. Forraron con coloridos papeles, las patas, el corazón de la vaca y la cabeza, símbolos recibidos no solo por cariño sino también como castigo por no haber participado en el corte de leña realizado un mes atrás. La devolución al responsable del festejo fue eufórica. Bebieron botellas llenas de anisado y aguardiente y danzaron alegres y efusivos con cervezas en la mano y que terminaron bañándose con las cervezas, como si se tratara de una fiesta de carnaval.

### Captura del Inca Atahualpa
Para la representación popular y teatralizada del episodio histórico de la “Captura del Inca”, el Estadio de Fútbol del Distrito de Llapo se convierte simbólicamente en el Castillo del Inca Atahualpa.
Desde tempranas horas de la mañana van apareciendo los personajes por todo el pueblo e invitan a la escenificación en horas de la tarde. Las pallas, concubinas del Inca, Jefe Supremo del Imperio, entonan en un tono lastimero la muerte anticipada de su monarca inca.
El «Quispe Cóndor» es un brujo, guerrero y mensajero. Se transformaba en cóndor y llevaba los mensajes mucho más rápido que un chasqui. A él lo acompañan los yanais, sus soldados. El hace uso del pañuelo blanco para pedir dinero al público y el «Viso», otro brujo del inca, te pasa un gato cuatro veces por el hombro solicitando unas cuantas moneditas. Si uno no le da una monedita, el Viso te arroja un poquito harina de maíz a la cara.
Por el lado de los Conquistadores, está Felipillo, el indígena intérprete de Francisco Pizarro. Lo insultan y se divierten con el Padre Vicente de Valverde, quien aprovecha algunas de las escenas del drama para casar a los “indígenas ignorantes” que hoy día hacen de público. No hay mayores cambios en la historia oficial.
Después de los terribles lamentos, los cantos de las pallas al ritmo triste de un solitario violín, las luchas del Quispe Cóndor y la toma del Castillo; el grupo en pleno se dirige a la Plaza de Armas de Llapo y Francisco Pizarro sube al anda del Inca Atahualpa y lo captura. El monarca inca entona pues canciones en quechua y al perder su corona y su imperio a manos del conquistador español, la vida de monarca inca acaba.
El símbolo del final es que el temeroso Atahualpa empieza a hablar en castellano.

### Instituciones representativas del distrito de Llapo
En la Ciudad de Lima, capital del Perú, las instituciones representativas de los llapinos son el Centro Cultural LLapo,dirigida como presidente Braulio Antenor López Ruiz, la Asociación Llapina y la BandaOrquesta Santa María de Llapo, dirigida por los maestros Emilio Díaz Camacho y Salustio Camacho Blas, quien es un gran representante de la música llapina.